# 迈恩海姆
迈恩海姆是德国巴伐利亚州的一个市镇。总面积16.36平方公里，总人口845人，其中男性434人，女性411人（2011年12月31日），人口密度52人/平方公里。